# Nixon in China

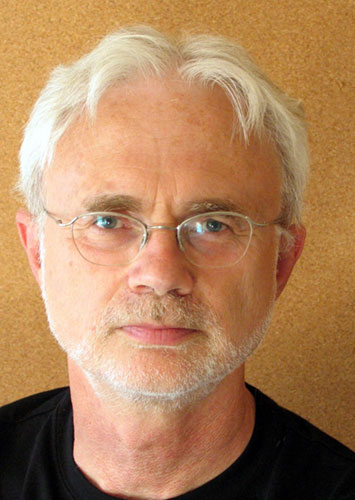
Tonsättaren John Adams

Nixon in China (Nixon i Kina) är en opera i tre akter med musik av John Adams och libretto av Alice Goodman. Adams första opera var inspirerad av den amerikanske presidenten Richard Nixons besök i Kina 1972. Operan uruppfördes den 22 oktober 1987 på Houston Grand Opera (nuvarande Wortham Theater Center) i Houston i Texas i regi av Peter Sellars och koreografi av Mark Morris. Uppsättningen vann en Grammy Award för bästa nutida komposition 1989.
När Sellars 1983 föreslog för Adams att skriva operan var denne till en början motvillig, men ändrade så småningom uppfattning och ansåg att verket kunde bli en studie i hur myter kommer till. Goodmans libretto var resultatet av en omfattande forskning om Nixons besök, trots att hon inte fäste något större vikt vid källor som publicerades efter besöket.
För att skapa den eftersökta ljudbilden utökade Adams orkestern med en stor saxofonsektion, ytterligare slagverk och synthesizer. Trots att musiken ibland beskrivits som minimalistisk innehar partituret en stor variation av musikstilar och anammar Philip Glass minimalistiska stil vid sidan av passager som återger klanger från sådana 1800-talstonsättare som Wagner och Johann Strauss den yngre. Med dessa ingredienser blandar Adams Stravinskijs 1900-talsneoklassicism, jazzreferenser och storbandstoner som påminde om Nixons ungdom på 1930-talet. Kombinationen av dessa element varierar ständigt för att återge de sceniska händelserna.
Efter premiären 1987 fick verket blandad kritik; några kritiker avfärdade verket som en dagslända. Men den har framförts flera gånger sedan dess, både i Europa och i USA, och den har spelats in på skiva två gånger. Den 2 februari 2011 sattes den upp på Metropolitan Opera i New York i en uppsättning som byggde på originalet. Adams dirigerade och James Maddalena sjöng rollen som Nixon, liksom han hade gjort vid uruppförandet 1986. I publiken satt paret Nixons dotter Tricia Nixon Cox. Samma år gavs den i Toronto av Canadian Opera Company i en abstrakt föreställning. Numer anses verket vara ett signifikativt och evigt bidrag till amerikansk opera. 
Nixon in China hade svensk premiär den 1 oktober 2016 på Kungliga Operan i Stockholm med Ola Eliasson i rollen som Nixon. Produktionen var ett samarbete med Vancouver Opera.

## Bakgrund

### Historisk bakgrund

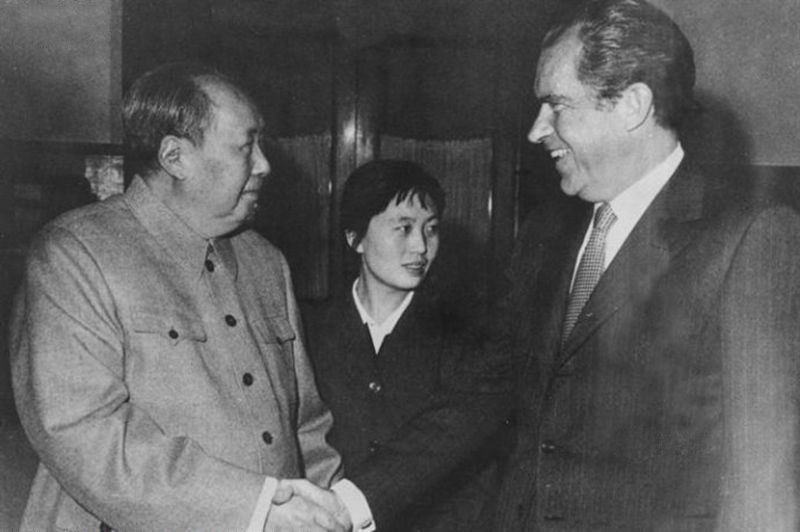
Richard Nixon (till höger) skakar hand med Kinas ledare Mao Zedong, september 1972.

Under sin politiska strävan mot makten blev Richard Nixon känd som ledande antikommunist. Efter att ha valts till president 1969 såg Nixon fördelarna med förbättrade relationer till Kina och Sovjetunionen; han hoppades att avspänningspolitiken skulle sätta press på Nordvietnam att slutföra Vietnamkriget, och att han skulle kunna manipulera de två kommuniststaterna för att gagna USA.
Nixon lade grundstenen till sin Kinaresa innan han ens blev president. Ett år före valet skrev han i tidskriften Foreign Affairs: "Det finns inte plats på denna lilla planet för en miljard av dess mest duktiga folk att leva i ilsken isolering." Till sin hjälp hade han den nationelle rådgivaren Henry Kissinger, med vilken presidenten arbetade nära, och inte sina regeringskollegor. Med relationen mellan Sovjet och Kina körd i botten (gränskonflikter mellan de båda länderna inträffade under Nixons första år vid makten) skickade Nixon telegram till kineserna, att han önskade bättre relationer. Ett genombrott kom tidigt under 1971 då ordförande Mao inbjöd ett amerikanskt bordtennislag till Kina för att spela mot kinesiska spelare. Nixon följde upp med att skicka Kissinger till Kina för hemliga möten med kinesiska ämbetsmän.
Beskedet att Nixon skulle besöka Kina 1972 gjorde stora rubriker. Nästan samtidigt bjöd Sovjetunionen in Nixon till besök, vilket senare resulterade i förbättrade relationer och Strategic Arms Limitation Talks (SALT). Nixons besök i Kina följdes av många amerikaner och återgavs ständigt på TV. Den kinesiske premiärministern Chou-En-Lai ansåg, att handslaget mellan honom och Nixon på flygplatsen i inledningen av besöket var "det mest avlägsna i världen, 25 år utan kommunikation". Nixons förändring från ivrig antikommunist till den amerikanske ledare, som tog de första stegen för att förbättra relationerna mellan länderna, ledde till ett nytt politiskt landskap: "Only Nixon could go to China".
Operan handlar om president Richard Nixons besök i Kina, 21-27 februari 1972. Den amerikanske operaregissören Peter Sellars (som föredrar att arbeta med nyskrivna operor framför en redan existerande) föreslog 1985 för John Adams, att denna historiska händelse kunde bli ett bra ämne för en opera. Sellars kom även med förslaget på Alice Goodman som librettist. Nixon in China var Adams andra stora textkomposition, den första var Harmonium (1981). Både Adams och Goodman var från början överens om att inte göra operan som en satir, istället ville de berätta hur mytiska arketyper kan existera i nutiden. Inte heller skulle upphovsmakarna göra narr av vare sig Nixon eller Mao, utan framställa dem heroiskt.

### Arbetet med operan
1983 tog teater- och operaregissören Peter Sellars kontakt med den amerikanske kompositören John Adams och föreslog att denne skulle skriva en opera om Nixons resa till Kina 1972. Sellars var fascinerad över Nixons beslut att göra resan och såg den både som "en löjligt cynisk valploj … och ett historiskt genombrott".Adams, som inte hade skrivit någon opera tidigare, var till en början skeptisk och antog att Sellars menade en satire.
Sellars var ihärdig och Adams, som var intresserad av myternas ursprung, anade att operan kunde visa hur myters tillkomst kunde återfinnas i nutida historia. De kom överens om att operan skulle vara heroisk till sin natur, snarare än att göra narr av Nixon eller Mao. Sellars bjöd in Alice Goodman att förena sig i projektet som librettist, och de tre möttes på Kennedy Center i Washington D.C. 1985 för att börja göra intensiva studier av de sex karaktärerna, tre amerikaner och tre kineser, på vilka operan skulle fokusera. Trion ansträngde sig för att gå bortom de stereotypa figurerna Nixon och ordförande Mao, samt utforska deras personligheter.
Medan Adams arbetade med operan kom han att betrakta Nixon, vilken han en gång hade avskytt intensivt, som en "intressant karaktär", en komplicerad individ som ibland visade publika känslor. Adams ville att Mao skulle bli "den Mao från de stora affischerna och från det stora språnget; Jag rollsatte honom som en hjältetenor". Maos hustru däremot kom att bli "inte bara en skrikande koloratursopran, utan även en person som i operans finalakt kan avslöja sina privata fantasier, sina erotiska begär och även en viss tragisk medvetenhet. Nixon själv är en sorts Simon Boccanegra, en självtvivlande lyriker, ibland självömkande och melankolisk baryton."
Goodman förklarade sina karaktärer:
En författare tenderar att finna sina karaktärer inombords, så jag kan säga … att Nixon, Pat, Mme. Mao, Kissinger och kören var alla 'jag'. Och själsliven hos Mao och Chou En-Lai, vilket jag inte kunde finna in mig själv, hittade jag hos ett par i min bekantskapskrets.
Sellars, som vid tiden var upptagen med att iscensätta tre Mozart–Da Ponteoperor, var intresserad av verkens ensemblespel; detta intresse återspeglas i Nixon in China's sista akt. Han uppmuntrade Adams och Goodman att göra alluderingar till klassisk operaform; den väntande kören i början av operan, Nixons heroiska aria efter sin entré, samt skålandet i akt I.
Under repetitionerna ändrade Sellars finalscenen från en bankettsal i efterdyningarna av en alkoholstinn middag till karaktärerna sovrum.
Verket krävde offer: Goodman noterade senare att körer som hon älskade togs bort för att stärka operan som helhet. Operan framkallade bittra diskussioner de tre emellan. Men musikforskaren Timothy Johnson skrev i sin bok om Nixon in China 2001, att "resultatet av samarbetet avslöjade inget av dessa bråk mellan skaparna som framgångsrikt har förenat sina olika synsätt till en mycket tillfredsställande helhet".

## Om operan
Materialet är visserligen baserat på Nixons politiskt betydelsefulla Kinabesök, men det rör sig ändå inte om en politisk opera. Adams intresserar sig betydligt mer för mötet mellan de två vitt skilda kulturerna och levnadssätten. Ett exempel på detta är Nixons entréaria (vid ankomsten till flygplatsen i Kina), där tonsättaren utövar en spirituell lek med den minimalistiska musikens möjligheter och oavbrutet upprepar likadana mönster: "News news news news news news news news news news news has a has a has a has a has a kind of mystery has a has a has a kind of mystery." Maos hustru, som bar ansvaret för det våldsamma ödeläggandet av den gamla kinesiska kulturen, framställs som en europeisk operadiva. Den kinesiska revolutionsbaletten har Adams däremot bäddat in i ett Hollywoodsound: ideologisk kitsch, såväl här som där. Den rent minimalistiska musiken dominerar, men blandas med harmoniskt omväxlande stora ensemblescener och arior. Adams avsikt med den oavbrutna musikaliska pulsen är att skapa en kritisk motpol till huvudpersonernas hektiska aktivitet.

## Personer
| Roller                                                                      | Stämma          | Premiärbesättning 22 oktober 1987 Houston (Dirigent: John DeMain) |
| --------------------------------------------------------------------------- | --------------- | ----------------------------------------------------------------- |
| Richard Nixon                                                               | baryton         | James Maddalena                                                   |
| Pat Nixon                                                                   | sopran          | Carolann Page                                                     |
| Chou En-lai                                                                 | baryton         | Sanford Sylvan                                                    |
| Mao Tse-tung                                                                | tenor           | John Duykers                                                      |
| Henry Kissinger                                                             | bas             | Thomas Hammons                                                    |
| Chiang Ch'ing (Madame Mao)                                                  | koloratursopran | Trudy Ellen Craney                                                |
| Nancy T'ang, Maos förstes ekreterare                                        | mezzosopran     | Mari Opatz                                                        |
| Maos andre sekreterare                                                      | alt             | Stephanie Friedman                                                |
| Maos tredje sekreterare                                                     | kontraalt       | Marion Dry                                                        |
| Pekings medborgare, industriarbetare, soldater ur kinesiska folkarmén (kör) |                 |                                                                   |

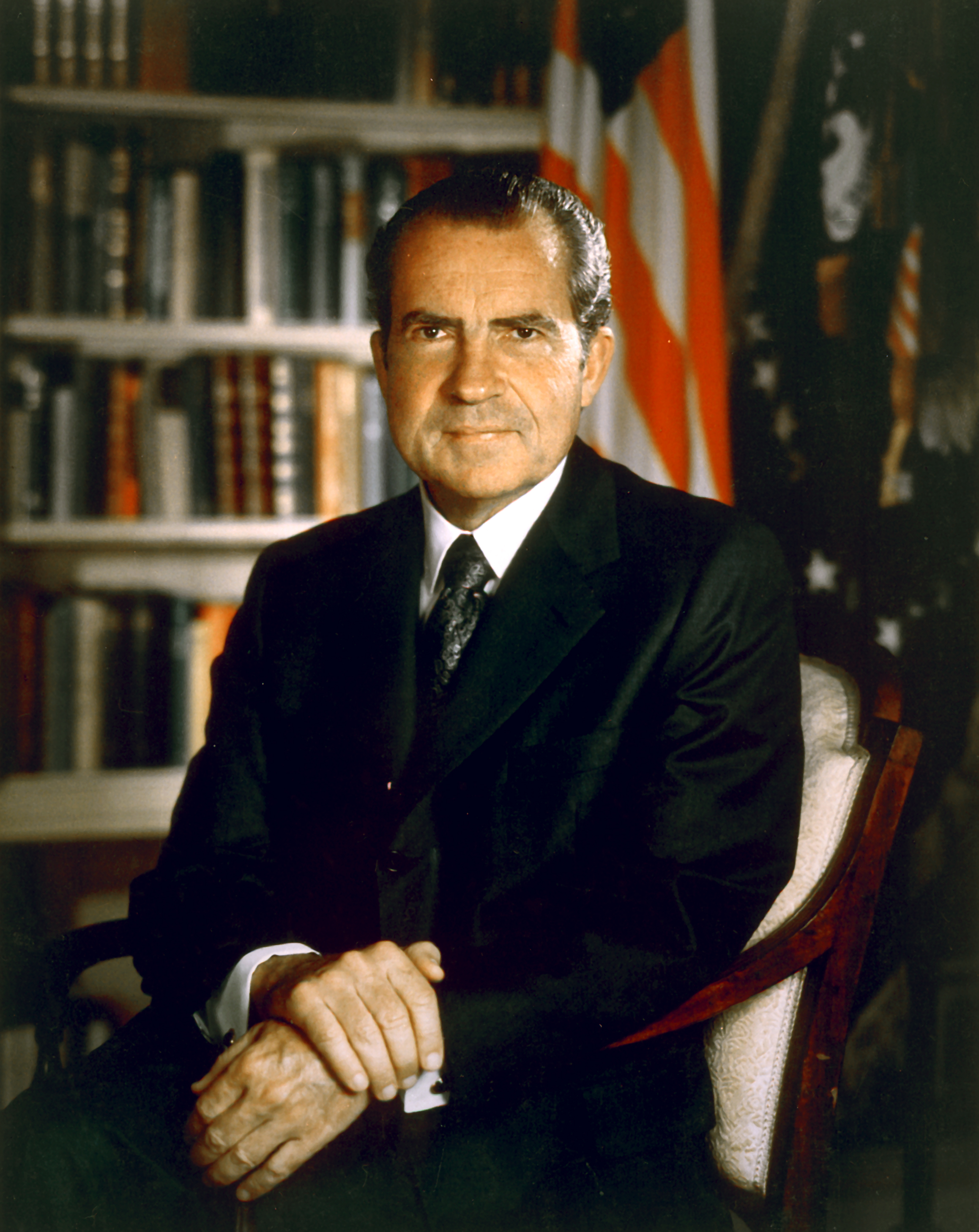
Richard Nixon 1971
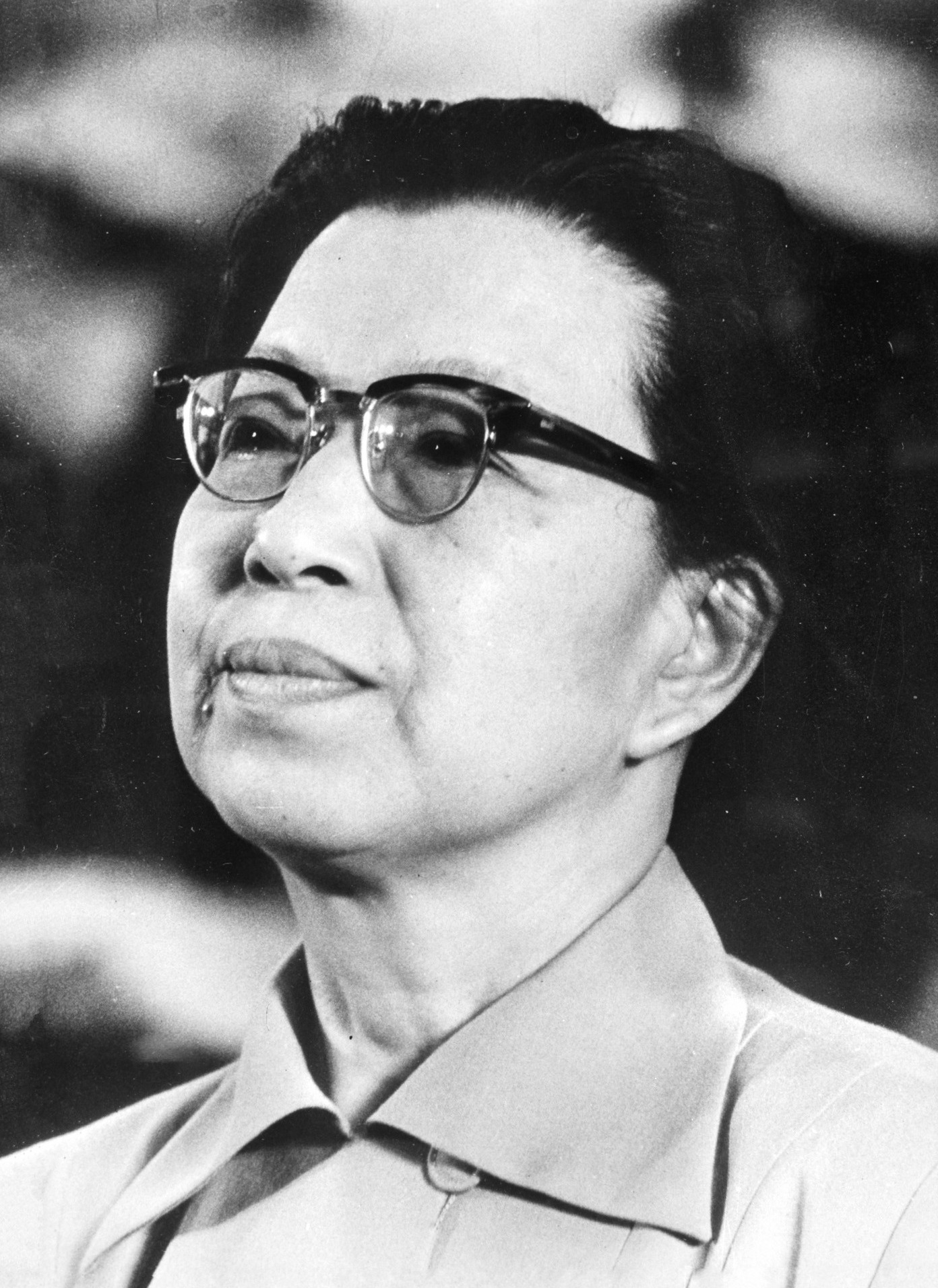
Jiang Qing 1976
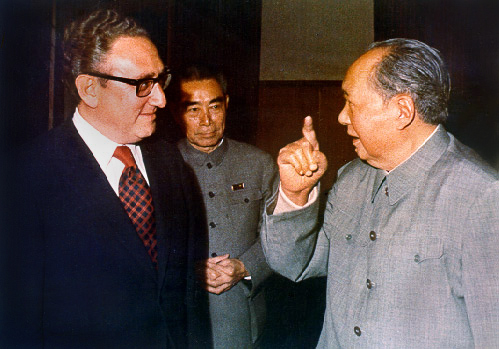
Henry Kissinger, Chou En-Lai och Mao Zedong 1972.
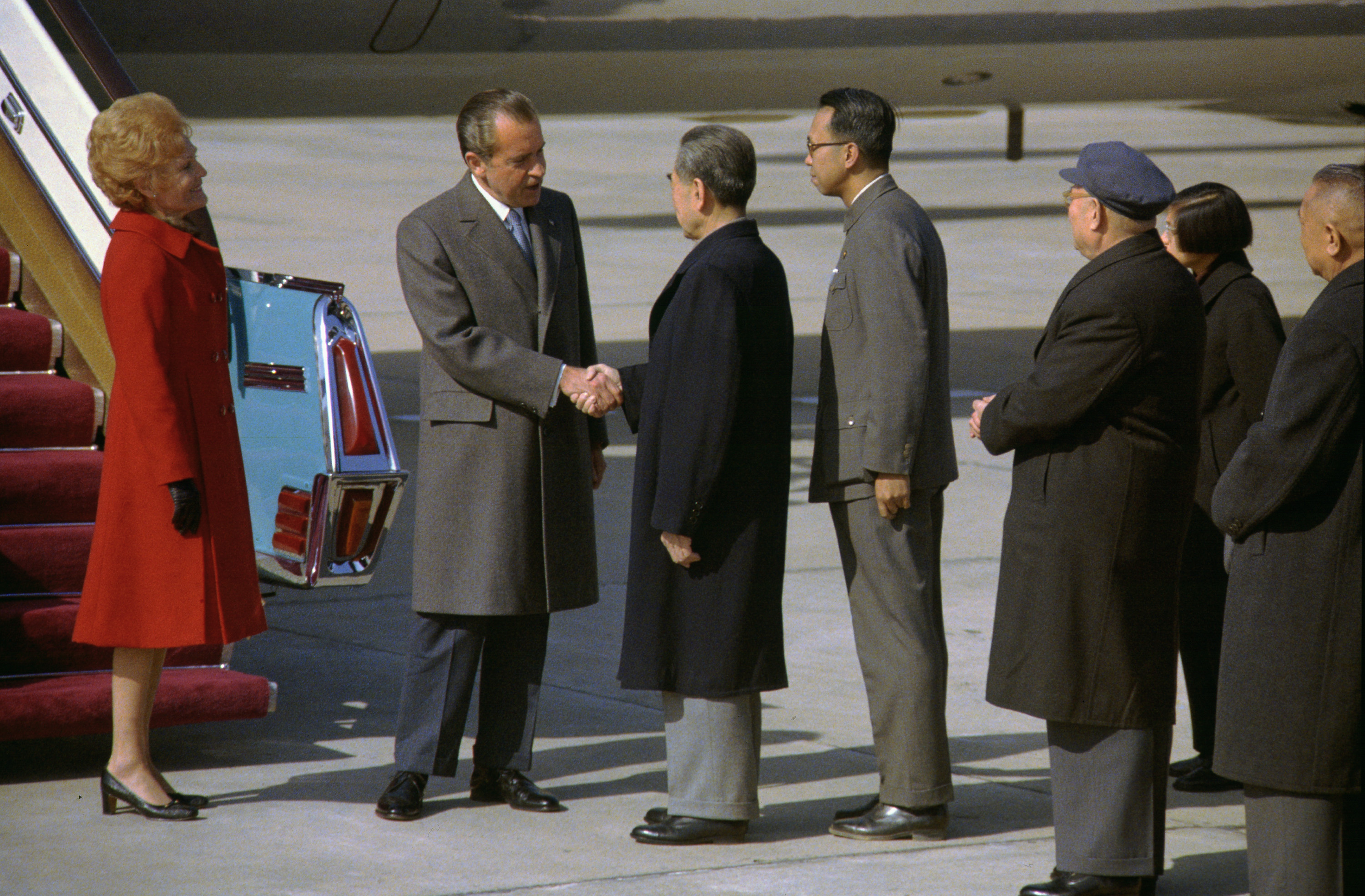
Paret Nixon hälsas välkommen av Chou En-Lai på Pekings flygplats.
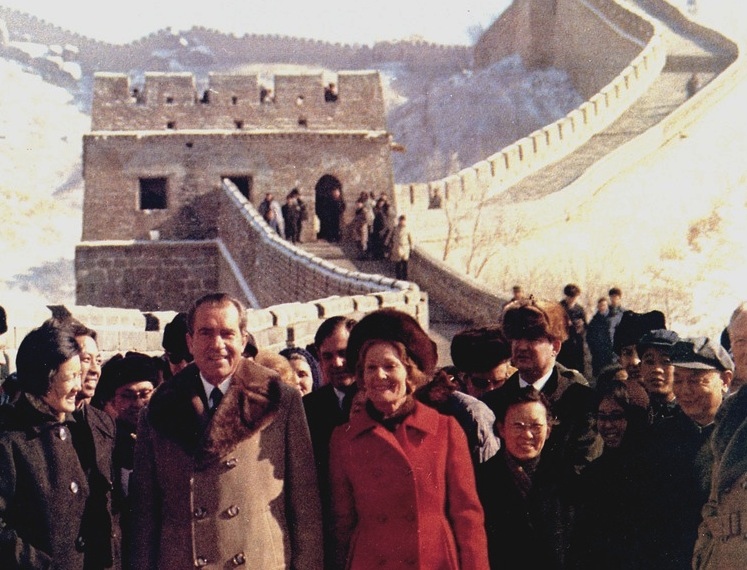
Richard och Pat Nixon vid ett besök på Kinesiska muren.

## Handling
Speltid ca 2 timmar 25 minuter. Plats: Peking. Tid: 21-25 februari 1972

### Akt I
Scen 1.

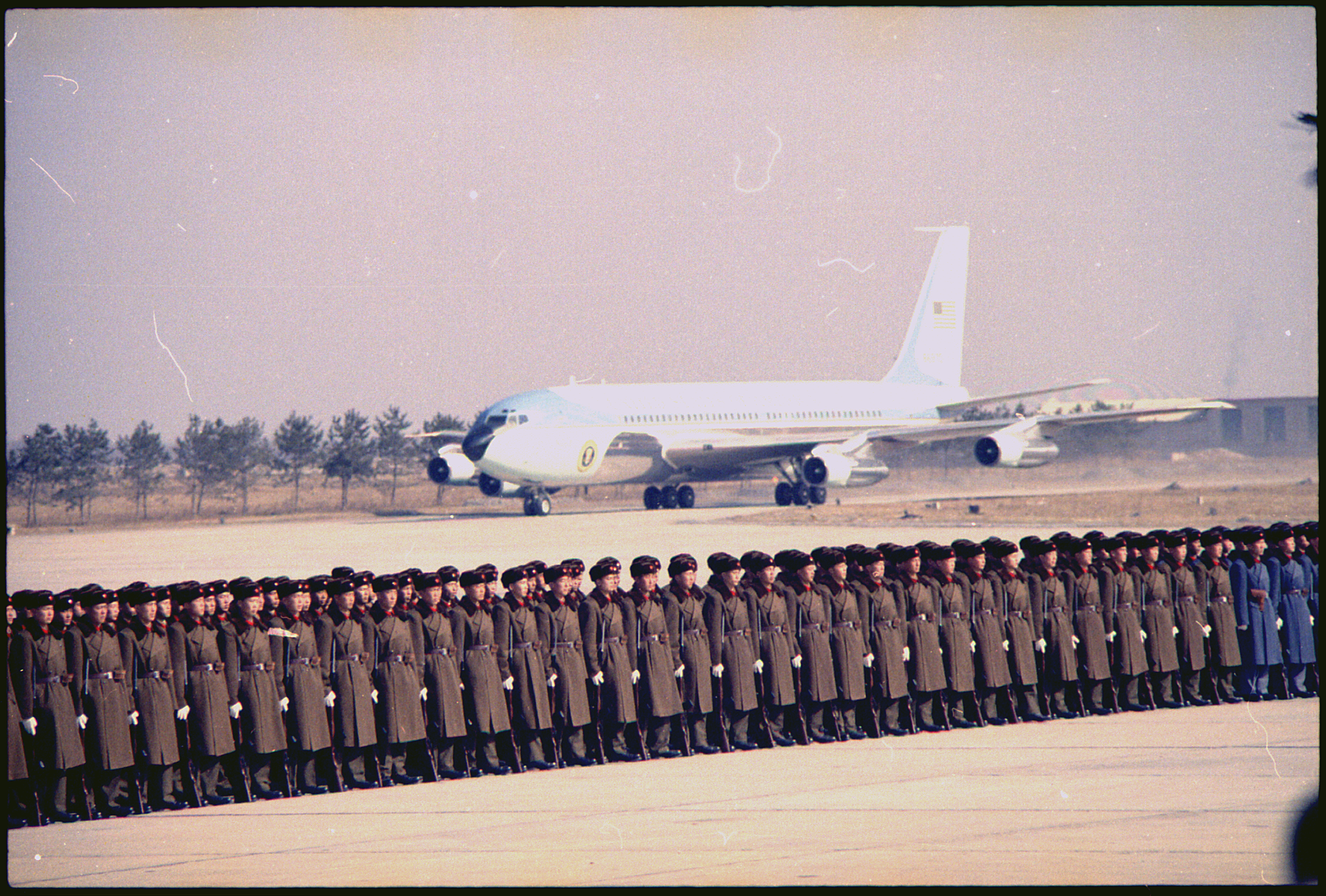
Air Force One landar på Pekings flygplats den 21 februari 1972.

Flygplatsen utanför Peking: det är en kall, klar och torr morgon. Luften är full av statisk elektricitet. Horder av armé-, marin- och flygsoldater marscherar in, 120 män av varje vapenslag. De cirkulerar runt och sjunger ("Soldiers of heaven hold the sky"). En Boeing 707 hörs flyga in, landa och taxa in. "The Spirit of '76" blir synligt och stannar. Premiärminister Chou En-Lai och en mindre grupp av kinesiska tjänstemän går fram. Efter en paus öppnas dörren och president Nixon och hans fru kommer ut. När de har kommit halvvägs nedför trappan börjar Chou klappa i händerna. Nixon stannar upp och återgäldar gesten, allt enligt protokollet. De båda hälsar på varandra. Nixon sjunger om den eventuella succén som mötet ska innebära ("News has a kind of mystery"). Han beskriver flygresan diplomatiskt som behaglig, men musiken avslöjar sanningen: den har varit skakig. Nixon liknar landningen i Peking med Apollo 11:s resa till månen och han tillägger att då det är Prime time för TV-tittarna hemma i USA kommer detta att kunna ses av den maximalt största publiken.
Scen 2.
I nästa scen väntar Mao på sitt första samtal med Nixon. En sekreterare hjälper Mao upp från fåtöljen, så han kan hälsa på presidenten. De sätter sig och fotograferna tar bilder. Maos pratar om filosofi och blandar in såväl politiska observationer som gåtfulla skämt. Allt han säger kommenteras och upprepas livligt av sekreterarna och Chou. Mao avslöjar att han "höll" på Nixon i senaste presidentvalet. Västerlänningarna känner sig en aning förbryllade.
Scen 3.
Efter mötet med Mao ska den stora banketten hållas i Folkets stora hall. Presidenten och hans fru sitter på var sin sida om premiärminister Chou En-Lai. De hinner utväxla några ord innan Chou reser sig och utbringar en skål för broderlig vänskap. Presidenten svarar genom att skåla för det kinesiska folket och hoppet om fred ("I have attended many feasts"). Alla skålar med varandra och festen slutar i allmän yra.

### Akt II
Scen 1.

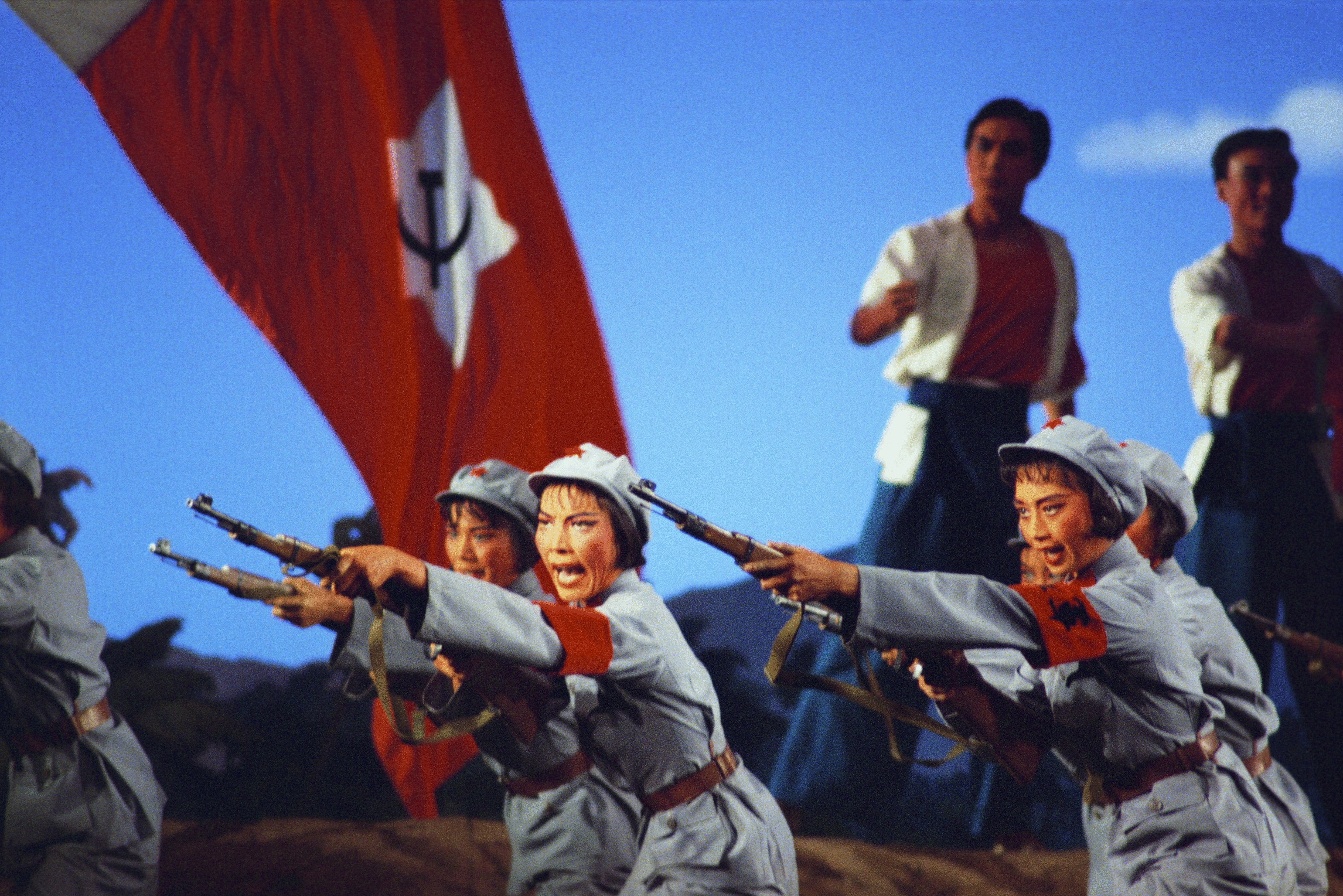
Scen från den föreställning av baletten "Den röda kvinnobataljonen" som paret Nixon såg 22 februari 1972.

Det har snöat under natten. På morgonen beger sig Pat Nixon ut på en egen rundtur. Hon berättar för guider och journalister hur det känns för en kvinna som hon att vara rikets första dam. Som gåva får hon en glaselefant av arbetarna vid Pekings glasfabrik. Hon berättar glatt att elefanten är symbolen för det Republikanska partiet, som hennes man leder. Nästa punkt på dagordningen är ett besök i Sommarpalatset. Vid den Långa korridoren stannar hon upp och sjunger ("This is prophetic!") om en fredlig framtid. Vid Minggravarna ligger de gamla kejsarna begravda. Pat Nixon strosar omkring bland gravarna, som kantas av rader av stenelefanter. Hon klappar en av elefanterna och kören sjunger om svunna tider då folket svalt men tvingades bygga gravar åt sig själva ("Labor was cheap. Men dug their own graves"). 
Scen 2.
På kvällen inbjuds gästerna till en föreställning av den traditionella Pekingoperan. Där låter Mao Zedongs hustru dem stolt beskåda revolutionsbaletten Den röda kvinnobataljonen. Den handlar om en grym och skrupellös jordägare vid namn Lao Szu (spelad av samme sångare som sjunger rollen som Kissinger) som besegras av tappra revolutionära arbetare. Uppsättningen blandar ideologiska fraser med Hollywood-känslor. Paret Nixon fastnar särskilt för det senare och grips djupt av hjältinnans öde. Vid ett tillfälle rusar Pat Nixon upp på scenen då iscensättningen av flickans bestraffning blir för påtagligt trovärdig. Efter föreställningen är Maos hustru ond. Hon tycker att verkets budskap har misstolkats och missförståtts. I en sträng aria ("I am the wife of Mao Tse-tung") prisar hon Kulturrevolutionen och särskilt sin egen del i den (Maos hustru är den enda kinesiska rollen som framställs osympatisk). En revolutionskör stämmer in i hennes ord.

### Akt III
Det är sista natten i Peking. President Nixon och hans fru ligger i sina sängar, likaså gör Mao Zedong och hans fru. Båda ledarna tänker tillbaka på sina respektive bakgrunder under 1940-talet, då de båda började sina karriärer. Allt sjungs i en serie av invävda dialoger. Mao erinrar sig tiden som revolutionär. Pat Nixon minns sin tid som nygift, Nixon kommer ihåg sin tid som soldat under andra världskriget ("Sitting around the radio"). Mao och Jiang Qing dansar tillsammans ("The Chairman Dances"). Medan de minns sin tid som unga förklarar Qing att "revolutionen måste fortsätta". 
Blev besöket historiskt betydelsefullt för Nixon och Mao? Ja. Men Nixon och Mao frågar sig om de har kommit närmare sina ungdomsdrömmar. Kinesen hade som ideal att förverkliga den stora asiatiska revolutionen, amerikanens mål i livet var ett eget hamburgerstånd. Endast den gamle Chou En-Lai har gett upp alla förhoppningar. Han har inte längre något att frukta och mediterar ensam ("I am old and I cannot sleep") medan ridån går ner.

## Musiknummer
| Akt 1 - Orkesterförspel - "Soldiers of heaven hold the sky" (Kör) - "The people are the heroes now" (Kör) - Arrival of the Spirit of '76 (Orkester) - "Your flight was smooth, I hope?" (Chou, Nixon) - "News has a kind of mystery" (Nixon, Chou, Kissinger) - "I can't talk very well" (Mao, Nixon, Chou, Kissinger, sekreterarna) - "We no longer need Confucius" (Mao och sekreterarna) - "Like the Ming Tombs" (Nixon, Mao, Chou, Kissinger, sekreterarna) - "The night is young" (Nixon, Pat, Chou, Kissinger, kör) - "Ladies and gentlemen, comrades and friends, we have begun to celebrate ..." (Chou) - "Mr Premier, distinguished guests, I have attended many feasts ..." (Nixon) - "This is the hour!" (Nixon, Chou, Pat, Kissinger, kör) | Akt 2 - "I don't daydream and I don't look back" (Pat) - "Look down, look down" (Chorus, Pat, sekreterarna) - "This is prophetic" (Pat) - "At last the weather's warming up" (Pat och kör) - The Red Detachment of Women: - "Young as we are" (Sekreterarna) - "Oh what a day (Kissinger (som Lao Szu), kör, sekreterarna) - "Whip her to death" (Kissinger (som Lao Szu), Pat, Nixon) - Tropical storm (Orkester, Pat, Nixon) - "Flesh rebels" (Kör) - "I have my brief" (Kissinger (som Lao Szu), Nixon) - "It seems so strange" (Chorus, Chiang Ch'ing, Pat, Nixon, sekreterarna) - "I am the wife of Mao Tse-tung" (Chiang Ch'ing, kör) | Akt 3 - Orkesterförspel - "Some men you cannot satisfy" (Kissinger, Nixon, Pat, Chou, Chiang Ch'ing) - "I am no one" (Mao, Chou, Kissinger, Chiang Ch'ing, Pat, Nixon) - "Sitting around the radio" (Nixon, Pat) - "Let us examine what you did" (Mao, Chiang Ch'ing, Chou) - "I have no offspring" (Chou, Mao, Chiang Ch'ing) - "I can keep still" (Chiang Ch'ing, Nixon, Pat, Chou, Mao) - "Peking watches the stars" (Chiang Ch'ing, Mao, Chou) - "You won at poker" (Pat, Nixon, Chiang Ch'ing) - "I am old and I cannot sleep" (Chou En-lai) |

## Orkesterstycket och balettenThe Chairman Dances
I akt III av operan dansar Mao och hans fru en foxtrot. Musiken hade Adams redan komponerat 1985 som ett beställningsverk för symfoniorkestern i Milwaukee. Stycket uruppfördes 31 januari 1986. Undertiteln är Foxtrot for Orchestra och varar cirka 13 minuter. Av musik som inte användes i denna scen skapade Adams senare även en balett med samma titel, The Chairman Dances. Den uruppfördes 14 maj 1988 av New York City Ballet.

## Diskografi (urval)
- Nixon in China. Orth, Kanyova, Hammons, Heller, Dahl. Opera Colorado Choir. Colorado Symphony Orchestra. Alsop, dirigent. Naxos 8 669022/23. 3cd. 2010.